# Chadwick Boseman
Chadwick Aaron Boseman (Anderson, Dél-Karolina, 1976. november 29. – Los Angeles, 2020. augusztus 28.) Golden Globe-díjas és Primetime Emmy-díjas amerikai színész és producer.

## Életpályája
Chadwick Aaron Boseman a Dél-Karolinai Anderson megyében született, Carolyn és az afro-amerikai származású Leroy Boseman gyermekeként. Édesanyja ápolónő volt, édesapja textilgyárban dolgozott, aki kárpitozási üzletvezető is volt. Boseman szerint a DNS-tesztek kimutatták, hogy ősei a Sierra Leone-i Krio nép, a Nigériai Joruba nép és Sierra Leone-i Limba nép leszármazottjai.
1995-ben, Boseman a T. L. Hanna középiskolában végzett. Gyermekkorában megírta első színdarabját, a „Crossroads” -t, amit megrendeztek az iskolában, miután egy osztálytársát lelőtték és meggyilkolták. Boseman főiskolára a Howard Egyetemre (Washington) járt, 2000-ben megszerezte diplomáját a Bachelor of Fine Arts-ban filmrendező szakon. Az egyik tanára Phylicia Rashad volt, aki egyben a mentora is lett. Az anyagiakban sokat segített a kiemelkedő színész, és jó barátja Denzel Washington, hogy Boseman és néhány osztálytárs részt vegyen a londoni British American Drama Academy oxfordi nyári programjában, amelyre végül felvették őket.
Boseman mindig is írni és rendezni akart, ám kezdetben színjátszást tanult, hogy megtanulja, hogyan kell viszonyulni a színészethez. Miután visszatért New Yorkba (Amerikai Egyesült Államok), Digitális Film Akadémia diplomát végzett.
Pályafutása kezdetén Brooklynban élt. Boseman drámaoktatóként dolgozott a New York-i Harlemi Schomburg Fekete Kultúra Kutatóközpontjában található Schomburg Junior Scholars Programban. 2008-ban Los Angelesbe költözött, hogy színészi karrierjét folytassa.
Számos történelmi személyiséget formált meg, például Jackie Robinsont a 42-esben (2013), James Brownt a Get on Up – A James Brown sztoriban (2014) és Thurgood Marshallt a Marshall – Állj ki az igazságért!ban (2017). Legismertebb alakítása a marvel szuperhőskarakter T'Challa / Fekete Párduc, az Amerika Kapitány: Polgárháború (2016), Fekete Párduc (2018) és Bosszúállók: Végtelen háború (2018) és a Bosszúállók: Végjáték (2019) című filmekből, ami nemzetközi sztárrá tette, emellett NAACP Image-díjat és Screen Actors Guild-díjat kapott.
Boseman egyéb filmjei közé tartozik a 21 híd (2019), amelyben társproducer is volt, valamint a netflix által bemutatott Az 5 bajtárs (2020). Utolsó filmje a Ma Rainey: A blues nagyasszonya, amit posztumusz formában mutattak be, és amiért elnyerte a legjobb drámai színész Golden Globe-díját valamint a legjobb férfi főszereplőnek járó Screen Actors Guild-díját.

## Magánélete
2015-ben Boseman randevúzni kezdett Taylor Simone Ledward énekesnővel. Állítólag a pár 2019 októberében eljegyezte egymást, majd később kiderült, hogy titokban összeházasodtak, ami Boseman családjától kiderült a halálát bejelentő nyilatkozatában.
Boseman keresztényként nevelkedett fel és meg is keresztelkedett. Az egyházi kórus és ifjúsági csoport tagja volt, egykori lelkésze pedig azt mondta, hogy rendszeresen gyónt és mindig betartotta hitét. Boseman kijelentette, azért imádkozott legjobban az életében, hogy valaha ő lehessen Fekete Párduc, mielőtt még a marvel címszereplőjévé vált volna.

## Halála
2016-ban Bosemannél III. stádiumú vastagbélrákot diagnosztizáltak, ami 2020 előtt végül IV. stádiumúvá vált. A férfi nem beszélt nyilvánosan a rák diagnózisáról. Az év elején a rajongók aggódni kezdtek az egészségi állapota miatt, miután a színész közzétett egy instagram-videót, amin látszódik jelentős lefogyása.
A kezelése alatt (többször műtötték és kemoterápiázták) folytatta filmes munkáit, és több forgatását sikerült befejeznie; köztük a Marshall – Állj ki az igazságért!, Az 5 bajtárs, a Ma Rainey: A blues nagyasszonya és egyéb más filmet. 2020. augusztus 28-án, Boseman a felesége és családja mellett halt meg otthonában vastagbélrák súlyos szövődményei miatt.

## Filmográfia

### Film
| Év   | Magyar cím                        | Eredeti cím                    | Szerep                               | Magyar hang      | Rendező                   |
| ---- | --------------------------------- | ------------------------------ | ------------------------------------ | ---------------- | ------------------------- |
| 2008 | A megállíthatatlan                | The Express                    | Floyd Little                         |                  | Gary Fleder               |
| 2012 |                                   | The Kill Hole                  | Samuel Drake hadnagy                 |                  | Mischa S. Webley          |
| 2013 | A 42-es                           | 42                             | Jackie Robinson                      | Pál András       | Brian Helgeland           |
| 2014 | Újoncok napja                     | Draft Day                      | Vontae Mack                          | Renácz Zoltán    | Ivan Reitman              |
| 2014 | Get on Up – A James Brown sztori  | Get on Up                      | James Brown                          | Varga Rókus      | Tate Taylor               |
| 2016 | Egyiptom istenei                  | Gods of Egypt                  | Thot                                 | Hamvas Dániel    | Alex Proyas               |
| 2016 | Amerika Kapitány: Polgárháború    | Captain America: Civil War     | T'Challa / Fekete Párduc             | Debreczeny Csaba | Joe és Anthony Russo (1.) |
| 2016 |                                   | Message from the King          | Jacob King                           |                  | Fabrice Du Welz           |
| 2017 | Marshall – Állj ki az igazságért! | Marshall                       | Thurgood Marshall                    | Király Attlia    | Reginald Hudlin           |
| 2018 | Fekete Párduc                     | Black Panther                  | T'Challa / Fekete Párduc             | Debreczeny Csaba | Ryan Coogler (1.)         |
| 2018 | Bosszúállók: Végtelen háború      | Avengers: Infinity War         | T'Challa / Fekete Párduc             | Debreczeny Csaba | Joe és Anthony Russo (2.) |
| 2019 | Bosszúállók: Végjáték             | Avengers: Endgame              | T'Challa / Fekete Párduc             | Debreczeny Csaba | Joe és Anthony Russo (3.) |
| 2019 | 21 híd                            | 21 Bridges                     | Andre Davis                          | Debreczeny Csaba | Brian Kirk                |
| 2020 | Az 5 bajtárs                      | Da 5 Bloods                    | Norman Earl "Stormin' Norm" Holloway |                  | Spike Lee                 |
| 2020 | Ma Rainey: A blues nagyasszonya   | Ma Rainey's Black Bottom       | Levee                                |                  | George C. Wolfe           |
| 2022 | Fekete Párduc 2.                  | Black Panther: Wakanda Forever | T'Challa / Fekete Párduc             | nem szólal meg   | Ryan Coogler (2.)         |

### Televízió
| Év        | Magyar cím                        | Eredeti cím         | Szerep                                     | Megjegyzések                                                         |
| --------- | --------------------------------- | ------------------- | ------------------------------------------ | -------------------------------------------------------------------- |
| 2003      |                                   | All My Children     | Reggie Porter                              | visszatérő szereplő                                                  |
| 2003      | Harmadik műszak                   | Third Watch         | David Wafer                                | 1 epizód                                                             |
| 2004      | Esküdt ellenségek                 | Law & Order         | Foster Keyes                               | 1 epizód                                                             |
| 2006      | CSI: New York-i helyszínelők      | CSI: NY             | Rondo                                      | 1 epizód                                                             |
| 2008      | Vészhelyzet                       | ER                  | Derek Taylor                               | 1 epizód                                                             |
| 2008      | Döglött akták                     | Cold Case           | Dexter 'Dex' Collins                       | 1 epizód                                                             |
| 2008–2009 |                                   | Lincoln Heights     | Nathaniel Ray                              | 9 epizód                                                             |
| 2009      | Hazudj, ha tudsz!                 | Lie to Me           | Cabe McNeil                                | 1 epizód                                                             |
| 2010      |                                   | Persons Unknown     | Graham McNair                              | 13 epizód                                                            |
| 2010      | Glades – Tengerparti gyilkosságok | The Glades          | Michael Richmond                           | 1 epizód                                                             |
| 2011      | Castle                            | Castle              | Chuck Russell                              | 1 epizód                                                             |
| 2011      |                                   | Detroit 1-8-7       | Tommy Westin                               | 1 epizód                                                             |
| 2011      | A törvény embere                  | Justified           | Ralph 'Flex' Beeman                        | 1 epizód                                                             |
| 2011      | A rejtély                         | Fringe              | Cameron James                              | 1 epizód                                                             |
| 2018      | Saturday Night Live               | Saturday Night Live | önmaga (házigazda)                         | 1 epizód                                                             |
| 2021      | Mi lenne, ha…?                    | What If…?           | T'Challa / Fekete Párduc / Űrlord (hangja) | - visszatérő szereplő (4 epizód) - magyar hangja: - Debreczeny Csaba |

## Díjai és jelölései
| Év   | Díj                                 | Kategória                                                                                               | Jelölés                                       | Eredmény | Hiv.   |
| ---- | ----------------------------------- | --- | --------------------------------------------- | -------- | ------ |
| 2017 | Szaturnusz-díj                      | Best Supporting Actor                                                                                   | Amerika Kapitány: Polgárháború                | Jelölve  | [ 32 ] |
| 2018 | MTV Movie & TV díj                  | MTV Movie Award a legjobb színésznek                                                                    | Fekete Párduc                                 | Elnyerte | [ 33 ] |
| 2018 | MTV Movie & TV díj                  | MTV Movie Award a legjobb szuperhősnek                                                                  | Fekete Párduc                                 | Elnyerte | [ 33 ] |
| 2018 | MTV Movie & TV díj                  | MTV Movie Award a legjobb harcért (Fekete Párduc vs M'Baku)                                             | Fekete Párduc                                 | Jelölve  | [ 33 ] |
| 2018 | MTV Movie & TV díj                  | MTV Movie Award a legjobb képernyőn megjelenő párosnak (Lupita Nyong’o, Letitia Wright és Danai Gurira) | Fekete Párduc                                 | Jelölve  | [ 33 ] |
| 2018 | Szaturnusz-díj                      | Szaturnusz-díj a legjobb férfi főszereplőnek                                                            | Fekete Párduc                                 | Jelölve  | [ 34 ] |
| 2019 | Screen Actors Guild-díj             | Legjobb szereplőgárda (mozifilm)                                                                        | Fekete Párduc                                 | Elnyerte | [ 35 ] |
| 2019 | NAACP Image-díj                     | NAACP Image Award for Outstanding Actor in a Motion Picture                                             | Fekete Párduc                                 | Elnyerte | [ 36 ] |
| 2019 | NAACP Image-díj                     | NAACP Image Award for Entertainer of the Year                                                           | NAACP Image Award for Entertainer of the Year | Jelölve  | [ 36 ] |
| 2020 | NAACP Image-díj                     | NAACP Image Award for Outstanding Actor in a Motion Picture                                             | 21 híd                                        | Jelölve  | [ 37 ] |
| 2020 | New York Film Critics Circle Awards | Legjobb férfi mellékszereplő                                                                            | Az 5 bajtárs                                  | Elnyerte |        |
| 2021 | Screen Actors Guild-díj             | Legjobb szereplőgárda (mozifilm)                                                                        | Az 5 bajtárs                                  | Jelölve  |        |
| 2021 | Screen Actors Guild-díj             | Screen Actors Guild-díj a legjobb férfi mellékszereplőnek                                               | Az 5 bajtárs                                  | Jelölve  |        |
| 2021 | Oscar-díj                           | Oscar-díj a legjobb férfi főszereplőnek                                                                 | Ma Rainey: A blues nagyasszonya               | Jelölve  |        |
| 2021 | Golden Globe-díj                    | Golden Globe-díj a legjobb férfi főszereplőnek – filmdráma                                              | Ma Rainey: A blues nagyasszonya               | Elnyerte |        |
| 2021 | Screen Actors Guild-díj             | Screen Actors Guild-díj a legjobb férfi főszereplőnek                                                   | Ma Rainey: A blues nagyasszonya               | Elnyerte |        |
| 2021 | BAFTA-díj                           | BAFTA-díj a legjobb férfi főszereplőnek                                                                 | Ma Rainey: A blues nagyasszonya               | Jelölve  |        |
| 2021 | MTV Movie & TV díj                  | MTV Movie Award a legjobb színésznek                                                                    | Ma Rainey: A blues nagyasszonya               | Jelölve  | [ 37 ] |
| 2022 | Primetime Emmy-díj                  | Legjobb teljesítmény karaktermegszólaltatásban                                                          | Mi lenne, ha…?                                | Elnyerte |        |